# Tahir Al-Hor
Tahir Al-Hor o Tair de Gádor es un supuesto personaje morisco del siglo XVII del que solo hay constancia por los escritos de Blas Infante, fundador del andalucismo.
Según Infante, Tahir se habría puesto de acuerdo con el duque de Medina Sidonia para declarar Andalucía independiente de Felipe IV en el año 1642, durante una conspiración producida en esa época. A Tahir se le habría encomendado la misión de levantar y traer de vuelta a los moriscos exiliados en el Magreb, los cuales debían desembarcar en Estepona para invadir Andalucía Oriental. Tahir, que supuestamente sería asesinado cerca de esta localidad, habría enarbolado la bandera verde y blanca y en ella se habría envuelto su cadáver. De hecho, Infante afirmaba que este personaje había sido el último en enarbolar esa bandera antes de que el propio Infante la rescatase en el siglo XX.
Este personaje, que supuestamente descendería del rey Mohamet VIII de Granada, fue dado a conocer a través de un artículo publicado por la Junta Liberalista de Andalucía en diciembre de 1932 y reproducido por la prensa. Lo llamó Tahir Al-Hor, que significa en árabe «el halcón», o Tair de Gádor, por la sierra de Gádor (Almería) de la que supuestamente procedería, a pesar de que los moriscos habían sido expulsados del reino de Granada 72 años antes, concretamente en 1570, tras la rebelión de las Alpujarras.
La existencia de este personaje es controvertida y los historiadores cuestionan su veracidad, ya que por toda base documental Blas Infante simplemente citó unos supuestos archivos moriscos.
Parte de la prensa en la época de la Segunda República recibió con burla esta historia, vinculada a los nuevos símbolos que se quería adoptar para Andalucía en la Asamblea Regional de Córdoba. Por ejemplo, el periódico cordobés El Sur afirmó: 

Al leer estas cosas nos hemos quedado de una pieza, dudando si lo que leíamos era el libreto de una opereta o un programa político.

## Nota
1. ↑  Según Blas Infante, el origen de esta bandera se remontaría al califa almohade Yacub Almansur, quien la habría izado por primera vez en la Giralda en el año 1198 para celebrar la victoria de los moros sobre los cristianos en la batalla de Alarcos, tras la supuesta visión de un ángel vestido de blanco y portador de un estandarte verde.[4]